# Birsfelden
Birsfelden (în germana elvețiană: Birsfälde) este o comună în districtul Arlesheim din cantonul Basel-Provincie al Elveției.

## Istoria
Birsfelden este menționat pentru prima dată în 1274 ca minor Rinvelden. În jurul anului 1500 a fost menționat pentru prima dată ca Birsfeld.

## Demografie

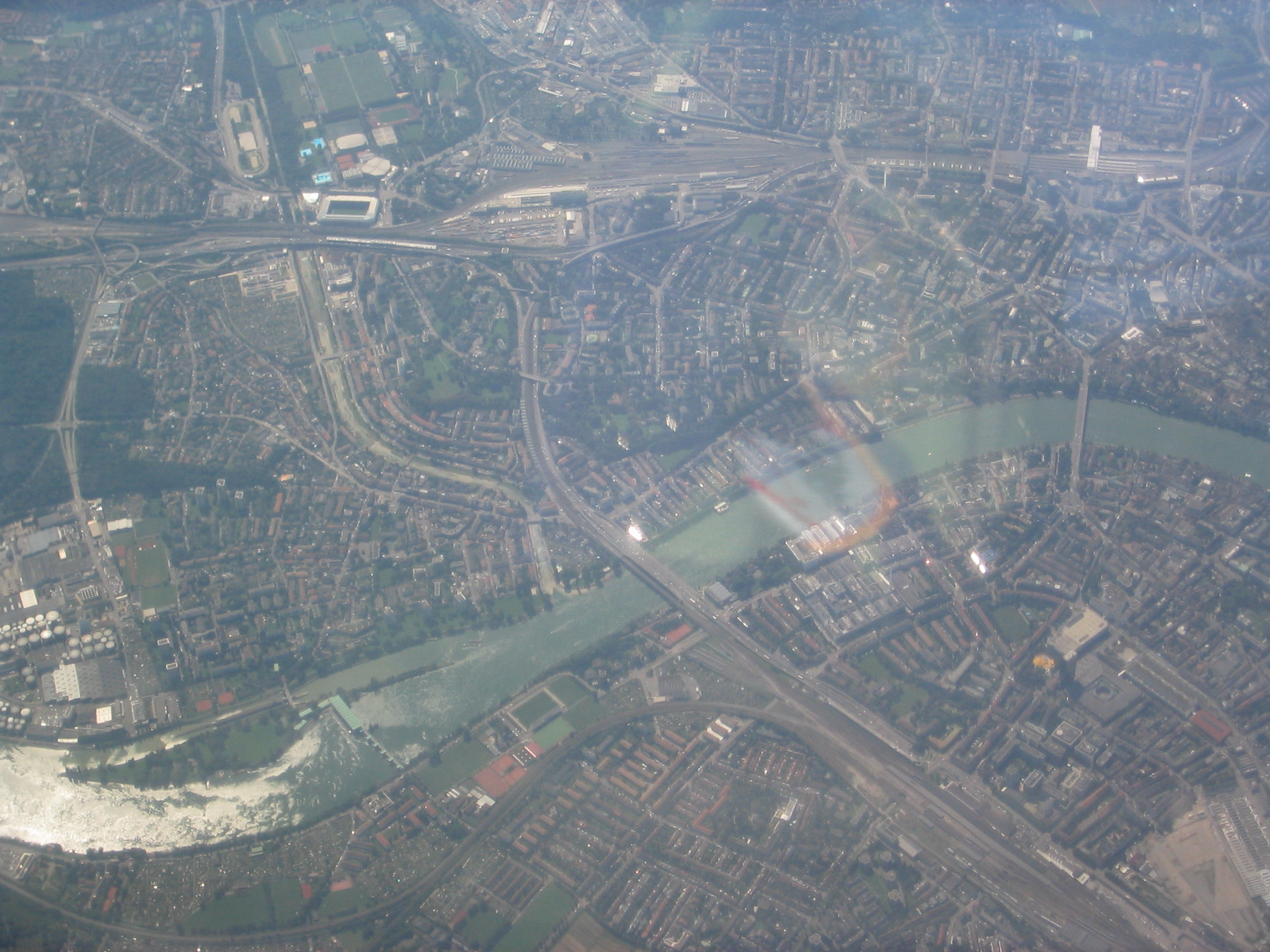
Vedere aeriană a Rinului la Basel, cu Birsfelden în partea stângă jos.

Birsfelden are o populație (în martie 2007) de 10.531 locuitori. În anul 2008, un procent de 23,9% din populație era format din cetățeni străini. În ultimii 10 ani (1997-2007) populația s-a schimbat cu o rată de -4.4%.
Majoritatea populației (în 2000) vorbește limba germană (8.591 sau 82,4%), existând și vorbitori de limba italiană (617 sau 5,9%) și limba franceză (217 sau 2,1%). Există 9 persoane care vorbesc romanșa.

## Religia
Potrivit recensământului din anul 2000, 3.631 sau 34,8% din populația localității erau romano-catolici, în timp ce 3.287 sau 31,5% aparțineau Bisericii Reformate Elvețiene. Din restul populației, 174 sunt membri ai unei biserici ortodoxe (sau aproximativ 1,67% din populație), 23 de persoane (sau aproximativ 0,22% din populație) aparțineau Bisericii Creștine Catolice Elvețiene și 366 de persoane (sau 3,51% din populație) sunt membri ai unui alt cult creștin. Alte 9 persoane (sau aproximativ 0,09% din populație) sunt evrei, 455 (sau 4,36% din populație) sunt musulmani, 43 de persoane sunt budiști, 137 sunt hinduși și 17 indivizi aparțin unui alt cult. 1.863 (sau 17,86% din populație) nu aparțineau nici unei biserici, erau agnostici sau atei, iar 424 de persoane (sau despre 4,07% din populație) nu au răspuns la întrebare.

## Locuitori
- Otto Frank (1889-1980), tatăl diaristei Anne Frank, a locuit la Birsfelden în perioada 1953-1980